# Dischisma ciliatum
Dischisma ciliatum là một loài thực vật có hoa trong họ Huyền sâm. Loài này được (Berger) Choisy mô tả khoa học đầu tiên năm 1823.